# Секач, Иржи
И́ржи Се́кач (чеш. Jiří Sekáč; род. 10 июня 1992 года, Кладно, Чехия) — чешский хоккеист, центральный нападающий швейцарского клуба «Лугано». Участник Олимпийских игр 2018 года в составе сборной Чехии.

## Карьера

### Клубная
Воспитанник клуба Кладно. После двух лет в юниорских северо-американских лигах, летом 2011 года вернулся в Европу. Дебютировал в КХЛ в клубе «Лев Попрад», за сезон 2011/2012 набрал 10 (2+8) очков в 36 играх.
За ХК «Лев Прага» сыграл 29 игр в сезоне 2012/2013, отметившись одной результативной передачей. Этот сезон был тяжелым для молодого нападающего. 21 матч Иржи провёл в пражской «Спарте», но в январе его снова вернули в «Лев».
В сезоне 2013/2014 вышел со «Львом» в финал кубка Гагарина, где в упорной борьбе проиграл магнитогорскому Металлургу 3:4 в серии. После того, как «Лев» распался, Иржи выступал в НХЛ, в «Монреале», «Анахайме», «Чикаго» и «Аризоне». Всего в НХЛ сыграл 108 матчей, в которых набрал 29 очков (10+19). В плей-офф сыграл 7 матчей, в которых очков не набирал.
7 июня 2016 года возвратился в КХЛ, подписав контракт с казанским «Ак Барсом», в котором выиграл в 2018 году золотые медали чемпионата России и кубок Гагарина. 18 сентября 2017 года сделал хет-трик в ворота рижского «Динамо» (7:2). За три сезона сыграл за «Ак Барс» 157 матчей в регулярных сезонах КХЛ, в которых набрал 116 очков (52+64). В 34 матчах плей-фф Кубка Гагарина набрал 24 очка (11+13).
1 мая 2019 года было объявлено о переходе Секача в московский ЦСКА. В 45 матчах сезона 2019/20 Иржи набрал 25 очков (12+13).
16 июля 2020 года 28-летний Секач подписал однолетний контракт с «Авангардом».

### Сборная Чехии
Выступал за юниорскую, молодежную и взрослую сборные Чехии. Участник чемпионата мира 2014 года и Олимпийских игр 2018 года в Корее. В обеих турнирах остановился вместе с чешской сборной в шаге от медалей, заняв 4-е место.

## Достижения
- Трёхкратный чемпион России 2018, 2020, 2021
- Двукратный обладатель Кубка Гагарина 2018, 2021
- Финалист кубка Гагарина 2014

## Статистика
Обновлено на конец сезона 2020/2021
- КХЛ — 409 игр, 235 (101+134) очков
- НХЛ — 115 игр, 29 (10+19) очков
- Сборная Чехии — 65 игр, 18 (7+11) очков
- Чешская экстралига — 21 игра, 10 (4+6) очков
- Хоккейная лига США — 96 игр, 56 (20+36) очков
- Хоккейная лига Онтарио — 8 игр
- Молодёжная хоккейная лига — 6 игр, 10 (8+2) очков
- АХЛ — 1 игра, 1 очко (1+0)
- Всего за карьеру в сборной и клубах — 721 игра, 359 (151+208) очков